# Бейліс-Кроссроудс (Вірджинія)
Бейліс-Кроссроудс (англ. Bailey's Crossroads) — переписна місцевість (CDP) в США, в окрузі Ферфакс штату Вірджинія. Населення — 24 749 осіб (2020).

## Географія
Бейліс-Кроссроудс розташований за координатами 38°50′54″ пн. ш. 77°7′55″ зх. д. / 38.84833° пн. ш. 77.13194° зх. д. (38.848271, -77.131971).  За даними Бюро перепису населення США в 2010 році переписна місцевість мала площу 5,31 км², з яких 5,31 км² — суходіл та 0,00 км² — водойми.

## Демографія
Згідно з переписом 2010 року, у переписній місцевості мешкали 23 643 особи в 8885 домогосподарствах у складі 5102 родин. Густота населення становила 4453 особи/км².  Було 9682 помешкання (1823/км²).
Расовий склад населення:
| - 51,2 % — білих - 15,2 % — чорних або афроамериканців - 10,4 % — азіатів - 1,0 % — корінних американців - 0,1 % — вихідців з тихоокеанських островів - 17,1 % — осіб інших рас |

До двох чи більше рас належало 4,9 %. Частка іспаномовних становила 39,5 % від усіх жителів.
За віковим діапазоном населення розподілялося таким чином: 21,7 % — особи молодші 18 років, 67,5 % — особи у віці 18—64 років, 10,8 % — особи у віці 65 років та старші. Медіана віку мешканця становила 34,6 року. На 100 осіб жіночої статі у переписній місцевості припадало 106,5 чоловіків;  на 100 жінок у віці від 18 років та старших — 104,7 чоловіків також старших 18 років.
Середній дохід на одне домашнє господарство  становив 82 720 доларів США (медіана — 66 352), а середній дохід на одну сім'ю — 85 119 доларів (медіана — 63 328). Медіана доходів становила 39 558 доларів для чоловіків та 40 672 долари для жінок. За межею бідності перебувало 18,2 % осіб, у тому числі 29,5 % дітей у віці до 18 років та 6,1 % осіб у віці 65 років та старших.
Цивільне працевлаштоване населення становило 12 789 осіб. Основні галузі зайнятості: науковці, спеціалісти, менеджери — 18,7 %, мистецтво, розваги та відпочинок — 14,1 %, будівництво — 13,2 %, освіта, охорона здоров'я та соціальна допомога — 12,4 %.